# Тутмос I
Тутмос I (Aakheperkare Djehutymose) е третият фараон от XVIII династия на Древен Египет. Неговото управление най-често е датирано от ок. 1506 – 1493 г. пр.н.е. Името Тутмос (Thutmosis, Thutmose) е от латинизиран гръцки превод на Djehutymes, букв. „Роден от Тот“.
В науката съществуват редица спорове и неясноти относно продължителността и датите на царуването му. Остава неизяснена и роднинската връзка на Тутмос I с неговия предшественик Аменхотеп I. Несигурна е идентификацията на мумията приписвана на него, както и възрастта му.
С управлението на Тутмос I започва имперският период в историята на Древен Египет. Несъмнено активен владетел, той води експанзия в Нубия и Ливан, изтласквайки границите на Египет по-надалеч от когато и да било дотогава. Също така построява и множество храмове, основавайки храмовия комплекс в Карнак. Той е първият фараон, за когото е потвърдено, че е издълбал гробницата си в Долината на царете край Тива (според други предположения, може би Аменхотеп I го е изпреварил). Наследен е от сина си Тутмос II.

## Произход и семейство
Бащата на Тутмос I е неизвестен, но със сигурност не е Аменхотеп I. Името на майка му е Сенсенеб, спомената с титлата „майка на фараона“. Тя е изобразена заедно със сина си върху оцветен релеф от храма на Хатшепсут, но никъде не е наречена царска съпруга или дъщеря. Нейният произход е неизвестен – вероятно не принадлежи към владетелския род, или има индиректна връзка. Според по-нови предположения тя е съпруга на принц Ахмос-Сипаири, един от братята на фараон Ахмос I. Съгласно това, Тутмос I би могъл да е братовчед на Аменхотеп I и племенник на Ахмос I. Въпреки липсата на доказателства, не е изключено Тутмос I да произлиза от страничен клон на династията. С по-малка вероятност се допуска че е бил военен без царско потекло, посочен от фараона за негов наследник.
Главната съпруга на Тутмос I – кралица Ахмос (или Ахмес), по-рано е приемана от изследователите за дъщеря на Ахмос I и сестра на Аменхотеп I. Тя фигурира като „сестра на фараона“, но никога не е наричана „дъщеря на фараона“, поради което съществуват основателни съмнения, че е сестра на самия Тутмос I. В такъв случай, той не се е оженил за нея заради необходимост да легитимира възкачването си, противно на по-ранните схващания. Надписи в Карнак асоциират Тутмос I и Аменхотеп I, но не доказват тяхно съвместно управление. Най-вероятно тези надписи са били добавени от Тутмос I след като става фараон.
Първородният син на Тутмос I – Аменмос, навярно е роден преди коронясването на баща му. Той е изобразен на възпоменателна плоча от четвъртата година от управлението на Тутмос I, в ловна сцена край Мемфис. Аменмос става „велик военачалник“ на армията на баща си и умира не по-късно от собствената смърт на Тутмос. Тутмос I има две дъщери от Ахмос (Nefrubity и Хатшепсут) и вероятно още един син (Wadjmose). Синът и една от дъщерите му умират преди него.
Тутмос I има още деца от друга жена – Мутнофрет, негова втора съпруга, която е отбелязана като дъщеря, сестра, съпруга и майка на фараон. Съдейки по нейната родова титулатура, Мутнофрет вероятно е дъщеря на Ахмос I, съответно сестра на Аменхотеп I и може би леля или братовчедка на Тутмос I. Тя не е обявена за главна съпруга. От нея се ражда престолонаследника Тутмос II и вероятно други двама сина – Ramose и Wadjmose. Тутмос II наследява баща си, който преди това го венчава за единствената си оцеляла законнородена дъщеря – Хатшепсут. По-късно Хатшепсут твърди, че Тутмос I е оставил трона и на двамата, но това вероятно е пропаганда, целяща легитимирането ѝ, след като завзема властта.

## Датировка на управлението
По времето на предшественика на Тутмос I – Аменхотеп I е документиран хелиакален изгрев на Сотис (Сириус), който е датиран през 9-а година от възкачването му, т.е. 1517 г. пр.н.е. при предположението, че явлението е било наблюдавано от Тива. Съответно, годината на смъртта на Аменхотеп I и възкачването на трона на Тутмос е определена от повечето съвременни учени на 1506 г. пр.н.е. Ако обаче наблюдението е извършено в Мемфис, както смятат по-малка част от учените, то тогава Тутмос I е бил коронясан през 1526 г. пр.н.е. Царуването му продължава 12 години и 9 месеца (според Манетон), въпреки че най-късните негови монументи са два надписа датирани от 8-а и 9-а година на управлението му, намерени на каменни блокове в Карнак, носещи неговия картуш. Съответно, обикновено се смята, че Тутмос I е управлявал ок. 1506/4 – 1493 г. пр.н.е. По-малко учени го датират ок. 1526 – 1513 г. пр.н.е.

## Военни постижения
Малко след коронацията на Тутмос I, Нубия въстава срещу египетското управление. Според автобиографията в гробницата на Яхмос, син на Ебана, Тутмос пътувал надолу по Нил и провел битка, в която лично убива нубийския предводител. След победата, той обесил тялото му на носа на кораба си, преди да се върне в Тива. През втората година от управлението си Тутмос I издълбава паметна плоча (стела) в Томбос (в дн. северен Судан), която документира издигането на крепост в района край третия катаракт. По този начин той разширява военното присъствие на Египет, което дотогава се е простирало само до Бухен, на втория катаракт.
През третата година от управлението си, Тутмос I води втора кампания срещу Нубия. По време на нея той заповядва да бъде разширен канала при първия катаракт на Нил (прокопан при Сенусрет III от XII династия), с цел да се улесни пътуването нагоре по течението между Египет и Нубия. Това трябвало да помогне за интеграцията на Нубия в Египетската империя. Тутмос I се справя с още едно въстание в Нубия, през четвъртата година от управлението му. След победата неговото влияние се разпростира още по-далеч на юг, съдейки по надпис, намерен в Кургус, южно от четвъртия катаракт.
Тутмос I започва няколко проекта, които ефективно слагат край на независимостта на Нубия за следващите 500 години. Той разширява храма на Сенусрет III и Хнум, на отсрещната страна на Нил срещу Семна (нубийски град над втория катаракт). Документирани са сведения за религиозните ритуали, които вицекраля на Ел-Каб трябвало да изпълнява в нубийските храмове в чест на фараона. Най-ефективно от действията му обаче е назначаването на мъж на име Тури на поста вицекрал на Куш, носещ титлата „Син на фараона от Куш“. С цивилен представител на фараона в Нубия, нубийците не смеели да се бунтуват толкова често, и територията била по-лесна за запазване от бъдещите фараони.
Изглежда, че някъде в началото на втората година от управлението си Тутмос I вече е провел кратка военна експедиция в Ханаан и Сирия, която е достигнала по-далеч на север от всяка друга египетска кампания дотогава. Сведенията за неговия азиатски поход са оскъдни, но изглежда че местните владетели и градове в Леванта декларират подчинение на фараона и плащат трибути. Тутмос I стига до северозападния бряг на река Ефрат и влиза в схватка с армия на държавата Митани. Накрая египтяните празнуват успехите с лов на слонове в Сирия. Постиженията на Тутмос I в Предна Азия обаче нямат трайни последствия – когато той се връща в Египет, васалите му спират да плащат данък и започват укрепяване срещу бъдещи нашествия.

## Строителни проекти
Тутмос I организира големи строителни проекти по време на управлението си, включително много храмове и гробници, но най-големите му проекти са в храма в Карнак, под наблюдението на архитекта Инени. Преди Тутмос I, Карнак най-вероятно се е състоял само от дълъг път, водещ до централна платформа, с няколко светилища покрай пътя.
Тутмос е първият фараон, който драстично разширява храма. Той нарежда да бъде построена четвъртата и петата колони покрай пътя, заедно със стена, обикаляща вътрешното светилище и два пилона за знамена от двете страни на портата, както и още една ограждаща стена. Между четвъртата и петата колона той построява зала с колони от кедрово дърво. Този тип постройка е обичайна за Древен Египет и се предполага, че репрезентира папирусово блато, символ на съзиданието. По края на залата са поставени статуи, които редувайки се носят короната на Горен Египет и Долен Египет. И накрая, пред четвъртата колона той поставя още четири пилона за знамена и два обелиска. Единия от обелиските, сега паднал, не е надписан чак до управлението на Тутмос III. Кедровите колони вътре в залата са заменени от каменни от Тутмос III, но поне двете най-северни са заменени от самия Тутмос I. Хатшепсут също вдига два свои обелиска вътре в залата на Тутмос.
Освен Карнак, Тутмос I построява и статуи на Енеадата в Абидос, постройки в Армант, Омбос, Ел-Хиба, Мемфис и Едфу, както и няколко малки разширения на сгради в Нубия.

## Мумия и погребение
Тутмос I е първият фараон, който със сигурност е погребан в Долината на царете. Архитекта Инену е нает да изкопае гробницата и предполага се да издигне погребалния му храм в Даир-ал-Бахри. Неговата гробница е идентифицирана като KV38. В нея е намерен жълт кварцов саркофаг, носещ името на Тутмос I. Но тялото му вероятно е преместено от Тутмос III в гробницата на Хатшепсут – KV20, която също съдържа саркофаг с името Тутмос I на него.
Мумията на Тутмос е открита в Дейл-ал-Бахри, над погребалния храм на Хатшепсут, открит през 1881. Той е погребан заедно с други владетели от XVIII и XIX династии като Ахмос I, Аменхотеп I, Тутмос III, Рамзес I, Сети I, Рамзес II и Рамзес IX, както и фараоните от XXI династия Пинеджем I и II и Сиамун.
Оригиналния ковчег на Тутмос I е взет и използван от друг фараон (Пинеджем I от XXI династия). Първоначално мумията на Тутмос I се е смятала за изчезнала, но египтолога Гастон Масперо смята, базирайки се главно на фамилната прилика с Тутмос II и Тутмос III, че е разпознал Тутмос I в неидентифицираната мумия под номер 5283. Тази идентификация е подкрепена от последващи изследвания, разкриващи, че използваните балсамиращи техники се датират от подходящия период, почти сигурно след Ахмос I и са използвани през XVIII династия.
Тази мумия е изложена в музея в Кайро. През 2007 г. д-р Захи Хауас съобщава, че мумията, смятаща се за Тутмос I, всъщност е на около 20-годишен мъж, починал от рана от стрела в гърдите. Поради младата възраст и причините за смъртта, почти е сигурно, че това все пак не е мумията на Тутмос I.